# Hornstull
Hornstull is een metrostation van de metro van Stockholm in Södermalm. Het metrostation ligt aan de T13 en de T14 van de rode lijn. Het station is geopend op 5 april 1964.
In Hornstull bevinden zich kunstwerken die in 1964 werden gemaakt door Berndt Helleberg. De kunstwerken zijn geïnspireerd op de Altamira-grot in Spanje. In 1992 werd Hornstull verbouwd en werden er ook nieuwe kunstwerken gemaakt door Berndt Helleberg met als thema lucht, aarde, woestijn en zee.
Het is een van de drukste metrostations in Stockholm en wordt per dag bezocht door gemiddeld 16.000 mensen.

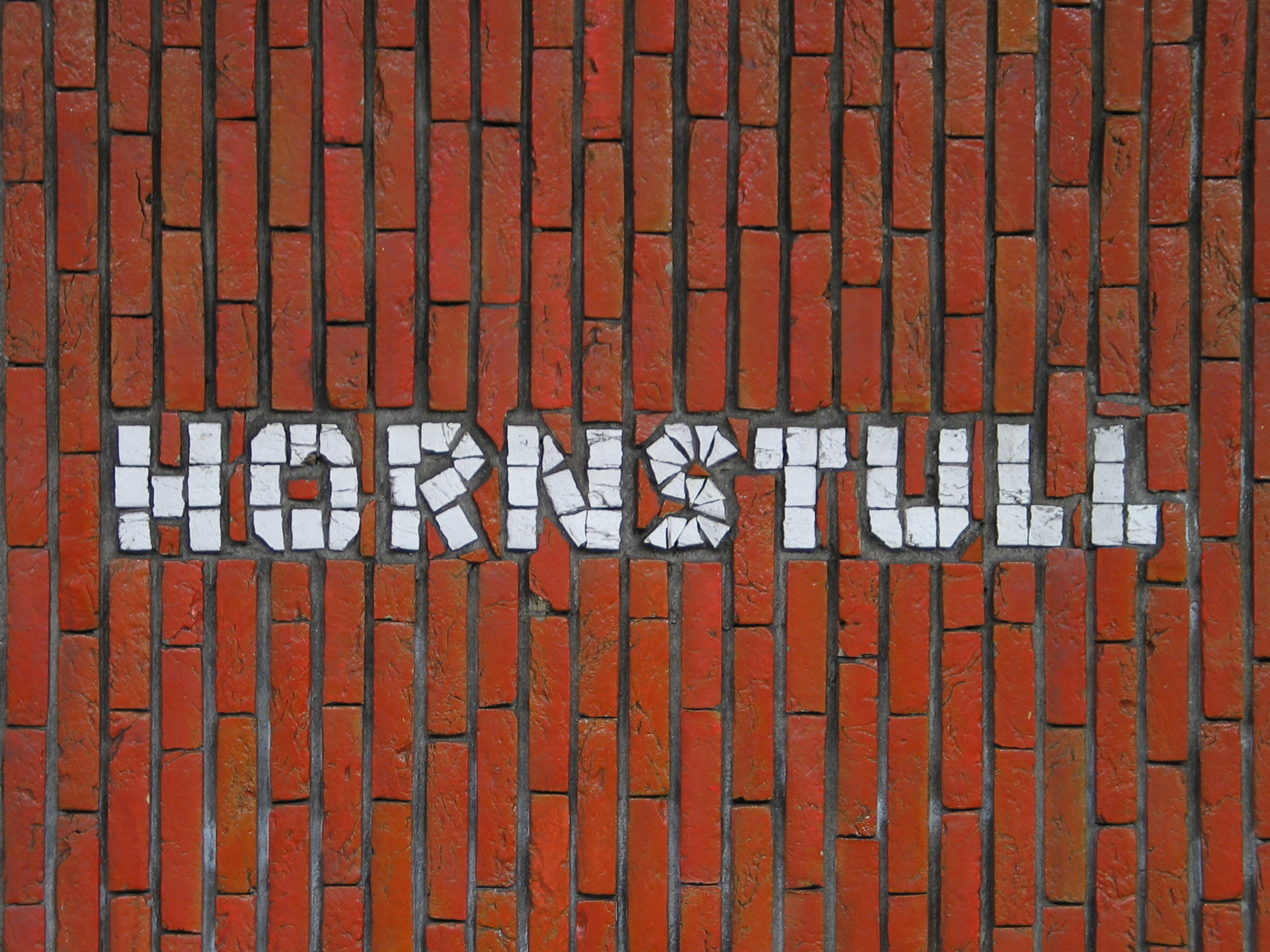

Norsborg ·
Hallunda ·
Alby ·
Fittja ·
Masmo ·
Vårby gård ·
Vårberg ·
Skärholmen ·
Sätra ·
Bredäng ·
Mälarhöjden ·
Axelsberg ·
Örnsberg ·
Aspudden ·
Liljeholmen ·
Hornstull ·
Zinkensdamm ·
Mariatorget ·
Slussen ·
Gamla Stan ·
T-Centralen ·
Östermalmstorg ·
Karlaplan ·
Gärdet ·
Ropsten
Fruängen·
Västertorp·
Hägerstensåsen·
Telefonplan ·
Midsommarkransen ·
Liljeholmen ·
Hornstull ·
Zinkensdamm ·
Mariatorget ·
Slussen ·
Gamla Stan ·
T-Centralen ·
Östermalmstorg ·
Stadion ·
Tekniska högskolan ·
Universitetet ·
Bergshamra ·
Danderyds sjukhus ·
Mörby centrum